# Abbco Tower
Der Abbco Tower ist ein 48 Stockwerke hohes Hochhaus in Schardscha, Vereinigte Arabische Emirate. Das Gebäude ist 190 m hoch und zählt damit zu den Wolkenkratzern. 
Der Bau wurde 2005 begonnen und ist nach einer Tochterfirma des projektentwickelnden Immobilienunternehmens Bonyan International Investment Group aus Dubai benannt. Baufirma (Generalunternehmer) war Ali Mousa & Sons Contracting, die Planung stammt von Dimensions Engineering Consultants. Die Gesamtbausumme belief sich auf 110 Millionen VAE-Dirham. Die Eröffnung fand 2006 statt. Das Bauwerk steht in der Innenstadt östlich des Al Nahda Parks. Der Tower wird für Wohnzwecke genutzt.
Am 5. Mai 2020 brach um 21:04 Uhr Ortszeit ein Brand im zehnten Stock aus, der die darüber liegenden Stockwerke erfasste. Das Gebäude wurde evakuiert und der Brand nach mehreren Stunden gelöscht. Es gab nur wenige Verletzte, allerdings schwere Schäden am Bauwerk. Die Ursache des Brandes ist noch unklar. Zur schnellen Ausbreitung hat wahrscheinlich eine nicht feuerfeste Fassadenverkleidung beigetragen, deren Verwendung bei Neubauten im Emirat seit 2016 verboten ist, bei älteren Gebäuden aber noch nicht überall ausgetauscht worden ist.